# 人工腎臓
人工腎臓とは腎臓を代替する人工臓器

## 概要
腎不全の患者数は日本国内だけでも29万6,000人いるとされ、世界中（特に開発途上国）では少なくとも228万人を超える腎不全の患者が人工透析や腎移植などの治療を受けることができないまま死亡しているとされ、深刻な問題になっている。人工透析ではQOLが下がるため腎移植が選択肢としてあるものの、依然、臓器の提供は不足しており、埋め込み式人工腎臓の開発が渇望される。世界各国で開発が進められており、バンダービルト大学の研究者らは、マイクロチップ技術と生体の腎臓細胞を利用した移植可能な人工腎臓を開発している。マサチューセッツ総合病院が、実験室でラットに移植しても機能する人工の腎臓を開発した。複数の方式があり、人工透析装置を小型化して体内に内蔵する方式やiPS細胞を利用して腎臓を再生する方法などが研究、開発が進められている。